# Фошаньский метрополитен
Фошаньский метрополитен, также называемый в Китае как ФМетро 佛山地铁 Fóshān dìtiě — система метро, функционирующая в китайском городе Фошане. Состоит из одной линии, открытой  третьего ноября 2010 года. Строительство линии было начато в 2002 году. Метрополитен Фошаня стал двенадцатым по счёту в Китае. Метрополитен управляется Foshan Railway Investment Construction Group (FMetro) и частично Guangzhou Metro Corporation (GMetro). На всех станциях установлены платформенные раздвижные двери.

## Первая линия
Междугородная линия 1, называемая также как метро ГуанФо, проходит через город Фошань и соединяет его с городом Гуанчжоу, имея пересадку на линии 1 и 8 его метро.
Линия состоит из 25 станций и имеет длину 39,6 км. На линии обращаются 4-вагонные поезда. Новый участок из 4 станций был открыт 28 декабря 2015 года.
Полностью линия будет иметь длину больше 40 км и больше 25 станций, из которых 17,4 км и 10 станций расположены в Гуанчжоу. В перспективе с линии будет пересадка на линии 1, 2, 3, 8.
Линией совместно владеют FMetro (49 %) и GMetro (51 %).

## Перспективы
Строится  линии 4 и 11, планируется 11 линия и расширение 2 линии.